# Volkmannsreuth

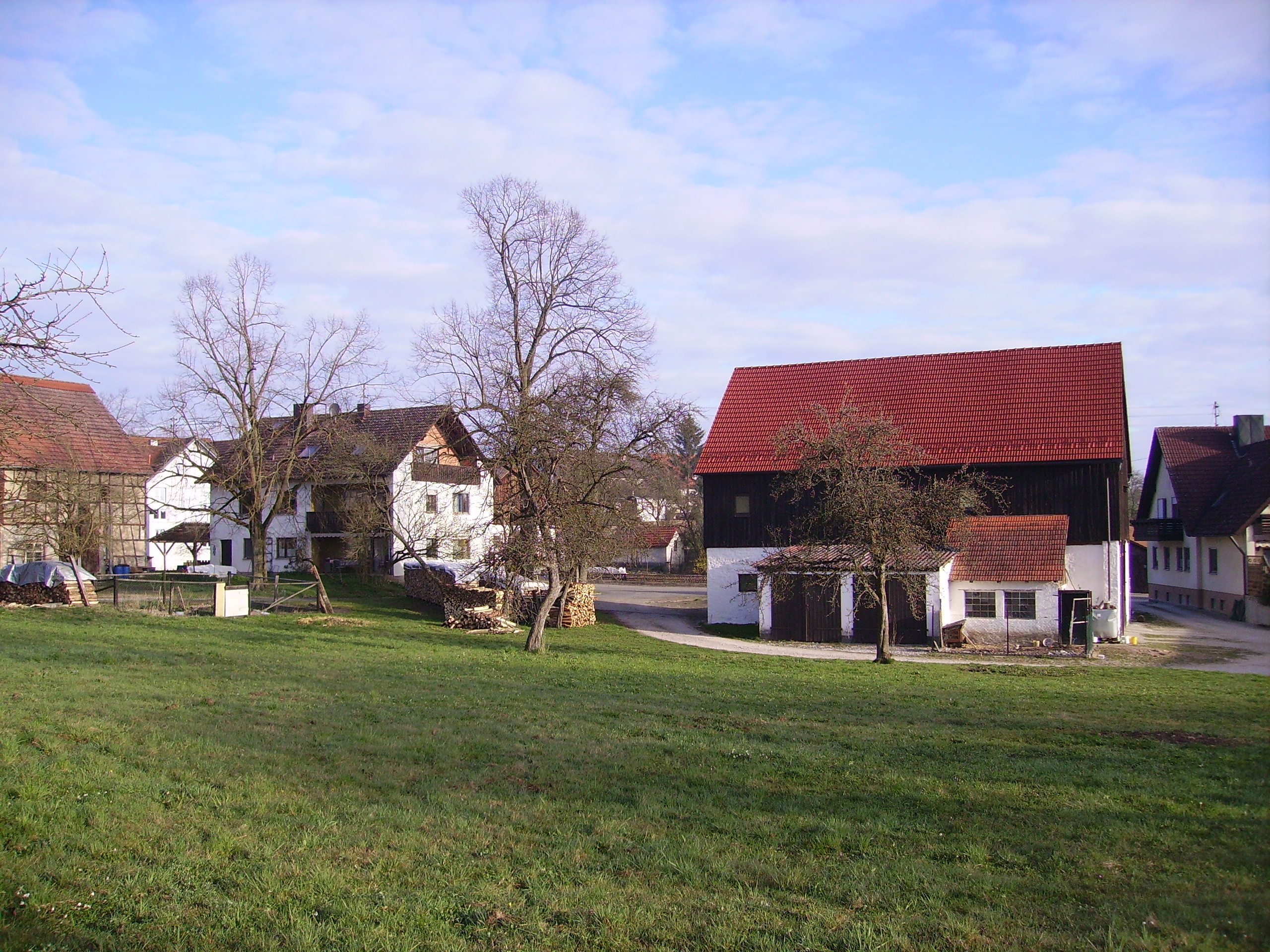
Volkmannsreuth

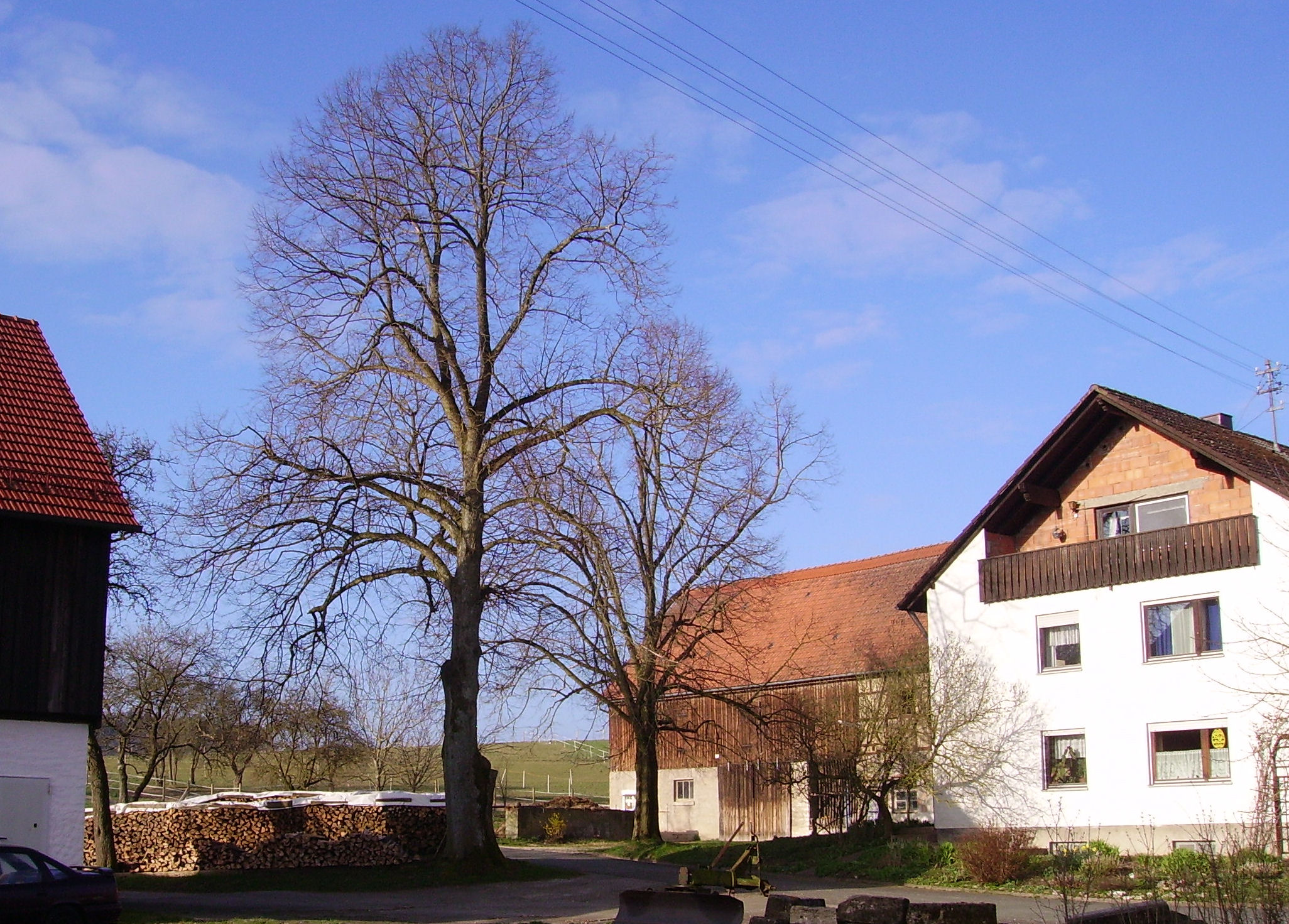
Ortsmitte

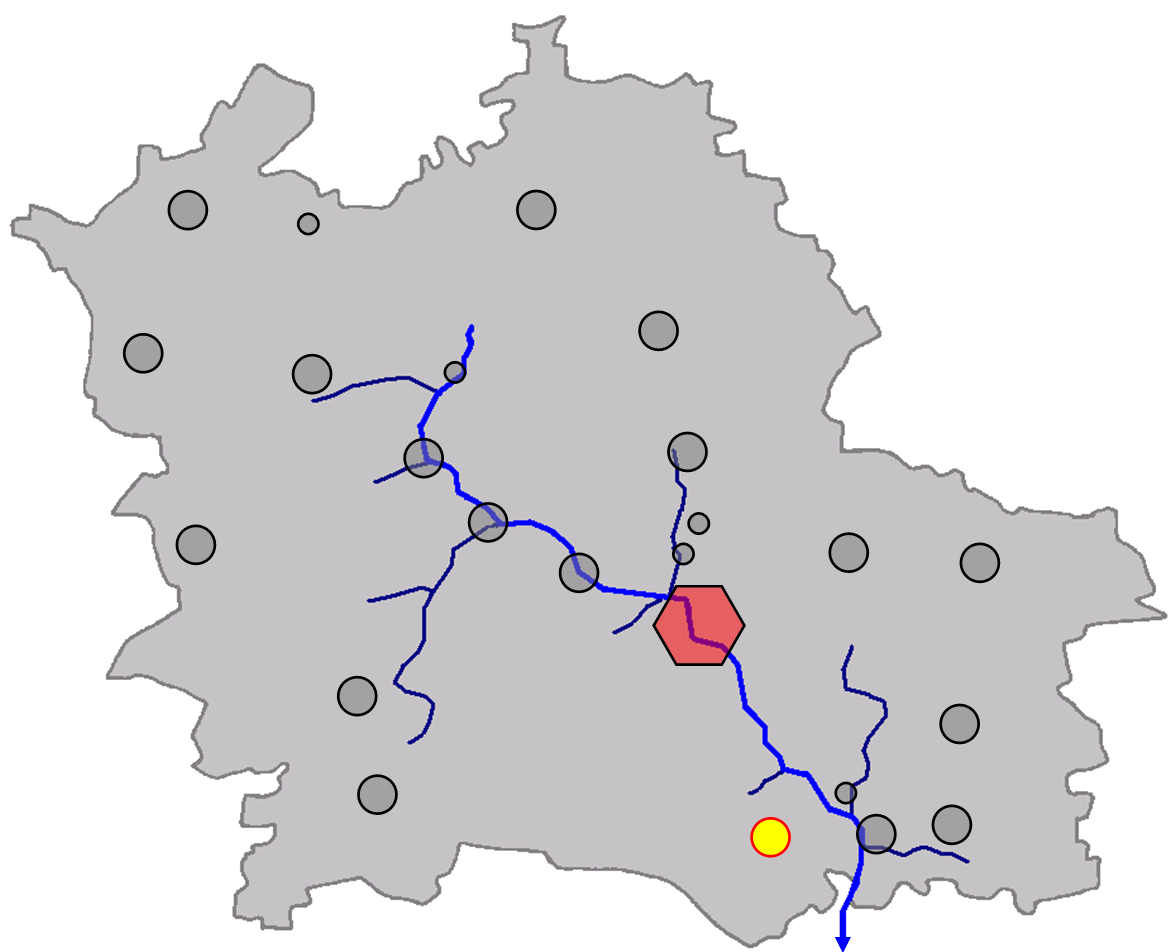
Lage von Volkmannsreuth im Markt Heiligenstadt in Oberfranken

Volkmannsreuth  (bambergisch: dom da Reud, das heißt oben auf der Reuth) ist ein Gemeindeteil des Marktes Heiligenstadt i.OFr. im oberfränkischen Landkreis Bamberg in Bayern. Der Ort hat 52 Einwohner.

## Geografie
Das Dorf liegt in der Fränkischen Schweiz auf einer Höhe von 434 m ü. NHN.

## Geschichte
Die erste urkundliche Erwähnung stammt aus dem Jahr 1212, als Otto von Waischenfeld dem Bischof von Würzburg Eigengüter in „Vilbrunnen“ (Veilbronn), „Volkmaresrute“ und „Pollence“ (Hohenpölz oder Tiefenpölz) übertrug.

### Name
Der Ortsname Volkmannsreuth entstand aus der Reuth (Rodung eines Volkmars).

### Topographische Beschreibung von 1752
In Biedermanns Topographischer Beschreibung aus dem Jahr 1752 wird Volkmannsreuth folgendermaßen geschildert:
„Volckmannsreuth, ein kleines Dorf von 11 Haushaltungen auf der Höhe, davon dem Hochstift 7 Mann ins Kastenamt Ebermannstadt, 3 Mann dem Herrn Baron v. Stauffenberg zum Schloß Burggrub und Ritterort Gebürg, ein Mann aber dem katholischen Pfarrer zu Gaißfeld lehenbar. Die Dorfs- und Gemeindeherrschaft, wie auch die hohe Gerichtsbarkeit hat das Amt Ebermannstadt, die hohe und niedere Jagd der Herr Baron u Seckendorff aus dem Schloß Unterleinleiter, den Zehenden aber das Hochwürdige Domkapitel und der Pfarrer des Evangelischen Gotteshauses zu Heiligenstadt. Ehehin gehörte der ganze Ort den Herrn v. Streitberg zu den Schlössern Veilbrunn und Burggrub. Die Einwohner sind zur Evangelischen Kirche nach Heiligenstadt gepfarrt.“